# Veaunes
Veaunes foi uma comuna francesa na região administrativa de Auvérnia-Ródano-Alpes, no departamento de Drôme. Estendia-se por uma área de 4,19 km². Em 2010 a comuna tinha 287 habitantes (densidade: 68,5 hab./km²).
Em 1 de janeiro de 2016, passou a formar parte da nova comuna de Mercurol-Veaunes.